# Jubella enucleata
Jubella enucleata is een mosdiertjessoort uit de familie van de Jubellidae. De wetenschappelijke naam van de soort is voor het eerst geldig gepubliceerd in 1882 door Jullien.